# 金汉鼎 (滇军)

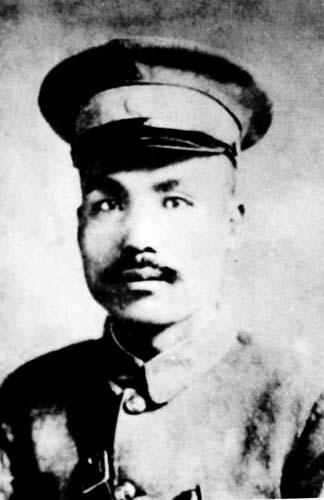

金汉鼎（1891年—1967年），云南省江川县海浒人，中华民国军事将领。

## 生平
1909年，金汉鼎考入云南陆军讲武堂，和朱德在同一个班。在校期间，金汉鼎加入中国同盟会。1911年，金汉鼎参加云南重九起义。1915年12月护国战争中，金汉鼎随蔡锷进军四川，任连长。在四川，金汉鼎作战勇敢。两个月后便升任营长。在横江之战中，金汉鼎受伤，一个月后出院，率所部乘船到总部所在的纳溪增援，蔡锷亲自赴码头迎接，任命金汉鼎代理支队长。在朝阳观战斗中，金汉鼎击败张敬尧的骑兵团，袭击了吴新田的旅部，获蔡锷赏识。
1917年护法战争中，金汉鼎任驻四川的靖国联军第二军第四混成旅旅长，是滇军“金（汉鼎）、朱（德）、耿（金锡）、项（泽光）”四大旅长之一。
1921年秋，顾品珍主政云南，策划率军队北伐，委任金汉鼎代理滇军总司令。1922年1月16日，金汉鼎举行就职典礼，就任滇军总司令，2月28日，金汉鼎代理云南省省长。同年2月，唐继尧率部回到云南主政，顾品珍被击毙，昆明防守空虚，金汉鼎、朱德、唐淮源等人离开云南入四川，后来抵达上海。此后，朱德赴欧洲留学，金汉鼎赠钱资助。受孙中山所托，金汉鼎携款南下，力图整顿滇军讨伐陈炯明。但由于因事耽搁，滇军的大权旁落，金汉鼎赴香港闲居。
1926年，广州国民政府北伐，金汉鼎自香港赴江西，筹款招兵2千多人，被编为国民革命军独立第16师，金汉鼎任师长，参加了攻占南昌的战斗。1927年春，金汉鼎部扩编为国民革命军第九军，金汉鼎任军长兼赣北警备司令， 驻防九江。南昌起义后，起义部队撤离南昌，途经第九军的防地，金汉鼎没有阻拦。
1927年11月，蒋介石继续北伐，金汉鼎部被编入蒋介石的国民革命军第一集团军，金汉鼎任总预备军总指挥，手下有九个团。1928年，南京国民政府整编全中国的军队，金汉鼎任第三军第12师师长，驻江西吉安。此后，金汉鼎随蒋介石参加了蒋桂战争、蒋冯战争、蒋冯阎战争。战争结束后，金汉鼎仍然担任第12师师长，并兼任湘闽赣三省剿共总指挥。金汉鼎多次同朱德指挥的中国工农红军对垒，但为保存实力，并且同朱德是拜把兄弟，所以他剿共很不力，遭到蒋介石不满，被降为第35旅旅长。不久，金汉鼎的旅长职务被解除，金汉鼎调任国民政府军事参议院高级参议。
1934年，金汉鼎出任全国禁烟委员会主任委员，任内曾赴云南、贵州等省督察禁烟事宜。1934年，金汉鼎在家乡创办了“铸民中学”（今江川一中的前身）。
抗日战争中，金汉鼎任国民政府军事委员会军风纪巡察团主任委员，负责第三、第四战区军纪，曾在宁波、金华等地查处了几起国军违纪事件。抗日战争结束前夕，金汉鼎屡受排斥，乃辞去国民政府军事参议院高级参议职务，迁居昆明。当时，龙云控制云南，而金汉鼎和龙云在1920年代曾分别属于敌对派别，龙云对金汉鼎存有戒心，金汉鼎为避嫌，乃表现消沉。
第二次国共内战期间，金汉鼎担任云南省参议会参议员，反对蒋介石的独裁，谴责蒋介石发动内战。1949年9月，云南省主席卢汉在蒋介石的压力下进行“九·九”整肃，封闭云南省参议会，金汉鼎逃回江川。
云南和平解放后，金汉鼎回到昆明。陈赓、宋任穷曾到金汉鼎家中看望金汉鼎。后来，金汉鼎参加了北上参观团，参加中华人民共和国国庆观礼。1949年11月，朱德致电西南军政委员会，邀金汉鼎赴北京，在北京获朱德多次会见。1954年，全国人大常委会聘金汉鼎为国务院参事，金汉鼎还担任北京市政协委员，北京市民革成员。
1967年12月，金汉鼎因患肠癌而在北京逝世，骨灰存放于八宝山革命公墓。

## 家族
女兒金芝，1939年與時任昆明鑄民中學校長的查良景結婚，兩人後來移居香港，活躍於電影界，查良景以筆名周然擔任編劇，金芝曾任南方影業公司宣傳部的負責人；外孫查傳誼亦為香港電影導演。